# Castianeira peregrina
Castianeira peregrina är en spindelart som först beskrevs av Willis J. Gertsch 1935.  Castianeira peregrina ingår i släktet Castianeira och familjen flinkspindlar. Inga underarter finns listade.